# 小斯尼廷卡

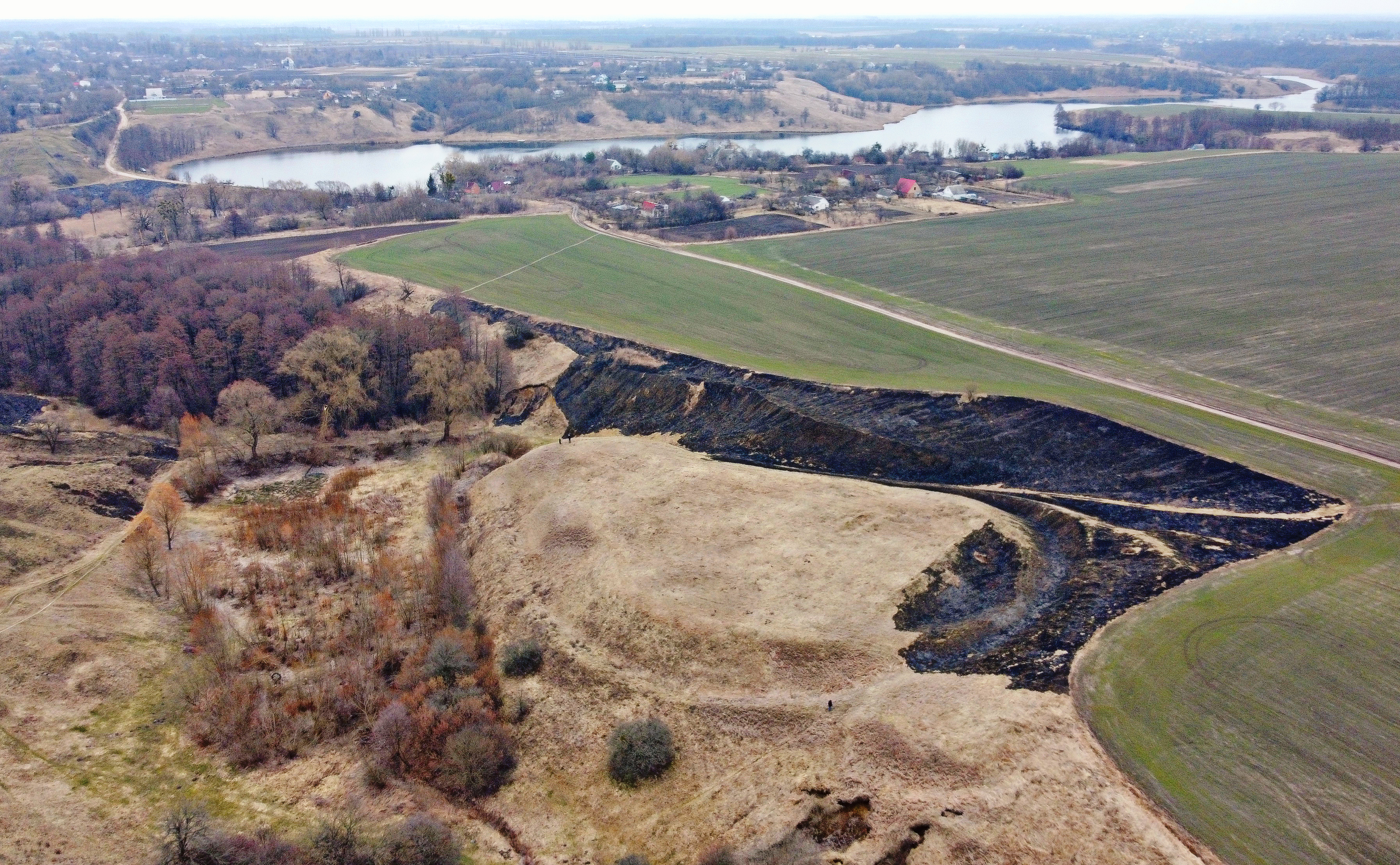
小斯尼廷卡

50°6′51″N 29°56′53″E / 50.11417°N 29.94806°E
小斯尼廷卡（烏克蘭語：Мала Снітинка）是位於烏克蘭北部的村莊，由基辅州法斯蒂夫區的法斯蒂夫市鎮負責管轄。該村面積1.31平方公里，海拔高度156米，2001年人口967，人口密度每平方公里738.2人。